# Etapa Departamental de Junín 2023
La Etapa Departamental de Junín 2023 es parte de la Copa Perú 2023 es la edición número 57 del balompié juninense.
Se jugará desde la primera semana de julio hasta la cuarta semana de agosto.

## Sistema de juego
Los clubes que se adhieren a las ligas de sus provincias tendrán que superar varias fases para la obtención de las ligas provinciales y avanzar a la Etapa Departamental de Junín los cotejos serán de ida y vuelta hasta las instancias finales en el que se medirán en un escenario neutral. De esa manera los dos finalistas del campeonato, el campeón como el subcampeón accederán a jugar la Etapa Nacional de la Copa Perú.

## Participantes
Los participantes son el Campeón y Subcampeón de cada una de las provincias del Departamento de Junín además del Club Estudiantil San Agustín CESA del Distrito de San Agustín de Cajas de la Provincia de Huancayo, por haber obtenido el derecho de participar desde esta instancia debido a sus méritos en la Copa Perú 2022. Asimismo los equipos CD Santa María y Club Municipal Ahuaycha provenientes de la provincia de Tayacaja, departamento de Huancavelica que desde hace años Tayacaja participa en la Liga Departamental de Fútbol de Junín con lo cual serían veintiún los clubes en esta temporada.
| Provincia                                    | Equipo                                                                       | Vía de clasificación                                                                 | Estadio                                                                          |
| -------------------------------------------- | ---------------------------------------------------------------------------- | ------------------------------------------------------------------------------------ | -------------------------------------------------------------------------------- |
| Chanchamayo Detalles 2 cupos                 | Unión Sangani Atlético Chanchamayo                                           | Campeón Provincial Subcampeón Provincial                                             | Estadio Malaquías Cóndor Aire Estadio Municipal de Chanchamayo                   |
| Chupaca 2 cupos                              | Sport Bolognesi Echa Lolo                                                    | Campeón Provincial Subcampeón Provincial                                             | Estadio Municipal de Ahuac                                                       |
| Concepción 2 cupos                           | Defensor Concepción Asociación Santo Domingo                                 | Campeón Provincial Subcampeón Provincial                                             | Estadio Richard Muller Vezeler                                                   |
| Huancayo 2 cupos + campeón vigente           | A.D. Estrella Central Huancán Unión Pilcomayo Centro Estudiantil San Agustín | Campeón Provincial Subcampeón Provincial Eliminado cuartos de final - Copa Perú 2022 | Estadio de Huancayo Estadio Vista Alegre San Jerónimo de Tunán Mariscal Castilla |
| Jauja 2 cupos                                | Sport Cóndor Asociación Juventud Apatina                                     | Campeón Provincial Subcampeón Provincial                                             | Monumental de Jauja                                                              |
| Archivo:Bandera de Junin.jpg Junín · 2 cupos | Unión San Cristóbal CA Deportivo Los Milagros                                | Campeón Provincial Subcampeón Provincial                                             | Estadio Vencedores de Junín                                                      |
| Satipo 2 cupos                               | Academia Municipal de Mazamari* Sport Gavilán                                | Campeón Provincial Subcampeón Provincial                                             | Estadio Municipal de Mazamari                                                    |
| Tarma 2 cupos                                | Sport Dos de Mayo Deportivo Llanco                                           | Campeón Provincial Subcampeón Provincial                                             | Estadio Unión Tarma Estadio Municipal Héctor Chumpitaz                           |
| Tayacaja (Huancavelica) 2 cupos              | CD Santa María Club Municipal Ahuaycha                                       | Campeón Provincial Subcampeón Provincial                                             | Estadio Municipal de Pampas                                                      |
| Yauli 2 cupos                                | AD Pucará Deportivo Municipal Oroya (Y)                                      | Campeón Provincial Subcampeón Provincial                                             | Estadio Municipal Santa Rosa de Sacco Estadio El Golazo de Paccha                |

(*) El Club Racing Satipo campeón provincial de Satipo renunció a la liga departamental lo mediante un documento haciendo saber que era motivos económicos. En su lugar accedió el club Academia Municipal de Mazamari, como campeón por haber ocupado el tercer puesto del campeonato de Satipo. Acompañará a Sport Gavilán el subcampeón ya clasificado.

## Primera fase
El sorteo realizado el 24 de junio de 2023 los cruces choques serían de cuatro grupos A, B, C y E con cuatro equipos y el grupo D con 5 equipos por lo que en los casilleros de cuatro habrá tres partidos y cuatro cotejos en el grupo de cinco equipos, los encuentros serán con un partido y no será de ida y vuelta, local y visitante en esta temporada.

### Grupos
| Grupo A                                                                    | Grupo B                                                                         | Grupo C                                                                                      | Grupo D                                                                                          | Grupo E                                                                                         |
| -------------------------------------------------------------------------- | ------------------------------------------------------------------------------- | -------------------------------------------------------------------------------------------- | ------------------------------------------------------------------------------------------------ | ----------------------------------------------------------------------------------------------- |
| - Sport Cóndor - Sport Gavilán - Sport Bolognesi - Club Municipal Ahuaycha | - Unión San Cristóbal - Asociación Juventud Apatina - Unión Sangani - Echa Lolo | - Sport Dos de Mayo - CA Deportivo Los Milagros - Defensor Concepción - Atlético Chanchamayo | - A.D. Estrella Central Huancán - Deportivo Llanco - AD Pucará - Asociación Santo Domingo - CESA | - Academia Municipal de Mazamari - Unión Pilcomayo - CD Santa María - Deportivo Municipal Oroya |

     – Clasificado para la Segunda Fase. 
     – Clasificado para la Segunda Fase como uno de los dos mejores terceros.

#### Grupo A
| Equipo             | Pts | PJ | PG | PE | PP | GF | GC | Dif |
| ------------------ | --- | -- | -- | -- | -- | -- | -- | --- |
| Sport Gavilán      | 7   | 3  | 2  | 1  | 0  | 7  | 3  | +4  |
| Sport Cóndor       | 4   | 3  | 1  | 1  | 1  | 5  | 3  | +2  |
| Municipal Ahuaycha | 4   | 3  | 1  | 1  | 1  | 1  | 1  | 0   |
| Sport Bolognesi    | 1   | 3  | 0  | 1  | 2  | 3  | 9  | −6  |

| Fecha 1         | Fecha 1   | Fecha 1            | Fecha 1                    | Fecha 1     | Fecha 1 |
| Local           | Resultado | Visitante          | Estadio                    | Fecha       | Hora    |
| --------------- | --------- | ------------------ | -------------------------- | ----------- | ------- |
| Sport Cóndor    | 1 – 1     | Sport Gavilán      | Monumental de Jauja        | 16 de julio | 15:15   |
| Sport Bolognesi | 0 – 0     | Municipal Ahuaycha | Estadio Municipal de Ahuac | 16 de julio | 15:15   |

| Fecha 2            | Fecha 2   | Fecha 2         | Fecha 2                       | Fecha 2     | Fecha 2 |
| Local              | Resultado | Visitante       | Estadio                       | Fecha       | Hora    |
| ------------------ | --------- | --------------- | ----------------------------- | ----------- | ------- |
| Municipal Ahuaycha | 1 – 0     | Sport Cóndor    | Estadio Municipal de Pampas   | 23 de julio | 15:15   |
| Sport Gavilán      | 5 – 2     | Sport Bolognesi | Estadio Municipal de Mazamari | 23 de julio | 15:15   |

| Fecha 3       | Fecha 3   | Fecha 3            | Fecha 3                       | Fecha 3     | Fecha 3 |
| Local         | Resultado | Visitante          | Estadio                       | Fecha       | Hora    |
| ------------- | --------- | ------------------ | ----------------------------- | ----------- | ------- |
| Sport Cóndor  | 4 – 1     | Sport Bolognesi    | Monumental de Jauja           | 30 de julio | 13:15   |
| Sport Gavilán | 1 – 0     | Municipal Ahuaycha | Estadio Municipal de Mazamari | 30 de julio | 15:15   |

#### Grupo B
| Equipo              | Pts | PJ | PG | PE | PP | GF | GC | Dif |
| ------------------- | --- | -- | -- | -- | -- | -- | -- | --- |
| Juventud Apatina    | 9   | 3  | 3  | 0  | 0  | 8  | 2  | +6  |
| Unión Sangani       | 4   | 3  | 1  | 1  | 1  | 4  | 5  | -1  |
| Echa Lolo           | 2   | 3  | 0  | 2  | 1  | 2  | 4  | -2  |
| Unión San Cristóbal | 1   | 3  | 0  | 1  | 2  | 5  | 8  | −3  |

| Fecha 1             | Fecha 1   | Fecha 1          | Fecha 1                               | Fecha 1     | Fecha 1 |
| Local               | Resultado | Visitante        | Estadio                               | Fecha       | Hora    |
| ------------------- | --------- | ---------------- | ------------------------------------- | ----------- | ------- |
| Unión San Cristóbal | 1 – 3     | Juventud Apatina | Estadio Municipal Vencedores de Junín | 16 de julio | 15:15   |
| Unión Sangani       | 0 – 0     | Echa Lolo        | Estadio Malaquías Cóndor Aire         | 16 de julio | 15:15   |

| Fecha 2          | Fecha 2   | Fecha 2             | Fecha 2                    | Fecha 2     | Fecha 2 |
| Local            | Resultado | Visitante           | Estadio                    | Fecha       | Hora    |
| ---------------- | --------- | ------------------- | -------------------------- | ----------- | ------- |
| Echa Lolo        | 2 – 2     | Unión San Cristóbal | Estadio Municipal de Ahuac | 23 de julio | 15:15   |
| Juventud Apatina | 3 – 1     | Unión Sangani       | Monumental de Jauja        | 23 de julio | 15:15   |

| Fecha 3          | Fecha 3   | Fecha 3             | Fecha 3                       | Fecha 3     | Fecha 3 |
| Local            | Resultado | Visitante           | Estadio                       | Fecha       | Hora    |
| ---------------- | --------- | ------------------- | ----------------------------- | ----------- | ------- |
| Juventud Apatina | 2 – 0     | Echa Lolo           | Monumental de Jauja           | 30 de julio | 15:15   |
| Unión Sangani    | 3 – 2     | Unión San Cristóbal | Estadio Malaquías Cóndor Aire | 30 de julio | 15:15   |

#### Grupo C
| Equipo               | Pts | PJ | PG | PE | PP | GF | GC | Dif |
| -------------------- | --- | -- | -- | -- | -- | -- | -- | --- |
| Atlético Chanchamayo | 7   | 3  | 2  | 1  | 0  | 16 | 1  | +15 |
| Defensor Concepción  | 7   | 3  | 2  | 1  | 0  | 5  | 2  | +3  |
| Sport Dos de Mayo    | 3   | 3  | 1  | 0  | 2  | 3  | 4  | -1  |
| CAD Milagros         | 0   | 3  | 0  | 0  | 3  | 0  | 17 | −17 |

| Fecha 1             | Fecha 1   | Fecha 1              | Fecha 1                        | Fecha 1     | Fecha 1 |
| Local               | Resultado | Visitante            | Estadio                        | Fecha       | Hora    |
| ------------------- | --------- | -------------------- | ------------------------------ | ----------- | ------- |
| Sport Dos de Mayo   | 2 – 0     | CAD Milagros         | Estadio Unión Tarma            | 16 de julio | 15:15   |
| Defensor Concepción | 1 – 1     | Atlético Chanchamayo | Estadio Richard Muller Vozeler | 16 de julio | 15:15   |

| Fecha 2              | Fecha 2   | Fecha 2             | Fecha 2                        | Fecha 2     | Fecha 2 |
| Local                | Resultado | Visitante           | Estadio                        | Fecha       | Hora    |
| -------------------- | --------- | ------------------- | ------------------------------ | ----------- | ------- |
| Atlético Chanchamayo | 2 – 0     | Sport Dos de Mayo   | Estadio Municipal de San Ramón | 23 de julio | 15:15   |
| CAD Milagros         | 0 – 2     | Defensor Concepción | Estadio Vencedores de Junín    | 23 de julio | 15:15   |

| Fecha 3              | Fecha 3   | Fecha 3           | Fecha 3                        | Fecha 3     | Fecha 3 |
| Local                | Resultado | Visitante         | Estadio                        | Fecha       | Hora    |
| -------------------- | --------- | ----------------- | ------------------------------ | ----------- | ------- |
| Defensor Concepción  | 2 – 1     | Sport Dos de Mayo | Estadio Richard Muller Vozeler | 30 de julio | 13:15   |
| Atlético Chanchamayo | 13 – 0    | CAD Milagros      | Estadio Municipal de San Ramón | 30 de julio | 13:15   |

#### Grupo D
| Equipo           | Pts | PJ | PG | PE | PP | GF | GC | Dif |
| ---------------- | --- | -- | -- | -- | -- | -- | -- | --- |
| CESA             | 8   | 4  | 2  | 2  | 0  | 5  | 1  | +4  |
| Estrella Central | 6   | 4  | 1  | 3  | 0  | 4  | 1  | +3  |
| Santo Domingo    | 6   | 4  | 2  | 0  | 2  | 4  | 6  | -2  |
| AD Pucará        | 4   | 4  | 1  | 1  | 2  | 2  | 4  | −2  |
| Deportivo Llanco | 2   | 4  | 0  | 2  | 2  | 1  | 3  | −2  |

| Fecha 1                 | Fecha 1   | Fecha 1          | Fecha 1                                    | Fecha 1     | Fecha 1 |
| Local                   | Resultado | Visitante        | Estadio                                    | Fecha       | Hora    |
| ----------------------- | --------- | ---------------- | ------------------------------------------ | ----------- | ------- |
| Estrella Central        | 0 – 0     | AD Pucará        | Mariscal Castilla                          | 16 de julio | 15:15   |
| CESA                    | 0 – 0     | Deportivo Llanco | Estadio Vista Alegre San Jerónimo de Tunán | 16 de julio | 15:15   |
| Descansa: Santo Domingo |           |                  |                                            |             |         |

| Fecha 2                    | Fecha 2   | Fecha 2          | Fecha 2                                  | Fecha 2     | Fecha 2 |
| Local                      | Resultado | Visitante        | Estadio                                  | Fecha       | Hora    |
| -------------------------- | --------- | ---------------- | ---------------------------------------- | ----------- | ------- |
| Santo Domingo              | 0 – 3     | Estrella Central | Estadio Municipal de Santa Rosa de Ocopa | 23 de julio | 15:15   |
| AD Pucará                  | 0 – 2     | CESA             | Estadio Municipal de Santa Rosa de Sacco | 23 de julio | 13:15   |
| Descansa: Deportivo Llanco |           |                  |                                          |             |         |

| Fecha 3          | Fecha 3   | Fecha 3          | Fecha 3                     | Fecha 3     | Fecha 3 |
| Local            | Resultado | Visitante        | Estadio                     | Fecha       | Hora    |
| ---------------- | --------- | ---------------- | --------------------------- | ----------- | ------- |
| Deportivo Llanco | 1 – 1     | Estrella Central | Estadio Héctor Chumpitaz    | 26 de julio | 15:15   |
| AD Pucará        | 0 – 2     | Santo Domingo    | Estadio El Golazo de Paccha | 26 de julio | 15:15   |
| Descansa: CESA   |           |                  |                             |             |         |

| Fecha 4                    | Fecha 4   | Fecha 4   | Fecha 4                        | Fecha 4     | Fecha 4 |
| Local                      | Resultado | Visitante | Estadio                        | Fecha       | Hora    |
| -------------------------- | --------- | --------- | ------------------------------ | ----------- | ------- |
| Santo Domingo              | 1 – 3     | CESA      | Estadio Richard Muller Vozeler | 30 de julio | 13:15   |
| Deportivo Llanco           | 0 – 2     | AD Pucará | Estadio Héctor Chumpitaz       | 30 de julio | 15:15   |
| Descansa: Estrella Central |           |           |                                |             |         |

| Fecha 5             | Fecha 5   | Fecha 5          | Fecha 5                                       | Fecha 5     | Fecha 5 |
| Local               | Resultado | Visitante        | Estadio                                       | Fecha       | Hora    |
| ------------------- | --------- | ---------------- | --------------------------------------------- | ----------- | ------- |
| Santo Domingo       | 1 – 0     | Deportivo Llanco | Monumental de Jauja                           | 2 de agosto | 15:15   |
| CESA                | 0 – 0     | Estrella Central | Estadio Vista Alegre de San Jerónimo de Tunán | 2 de agosto | 15:15   |
| Descansa: AD Pucará |           |                  |                                               |             |         |

#### Grupo E
| Equipo                | Pts | PJ | PG | PE | PP | GF | GC | Dif |
| --------------------- | --- | -- | -- | -- | -- | -- | -- | --- |
| Santa María           | 7   | 3  | 2  | 1  | 0  | 7  | 1  | +6  |
| Unión Pilcomayo       | 7   | 3  | 2  | 1  | 0  | 3  | 1  | +2  |
| Municipal Oroya       | 3   | 3  | 1  | 0  | 2  | 5  | 3  | +2  |
| Municipal de Mazamari | 0   | 3  | 0  | 0  | 3  | 3  | 13 | −10 |

| Fecha 1            | Fecha 1   | Fecha 1         | Fecha 1                       | Fecha 1     | Fecha 1 |
| Local              | Resultado | Visitante       | Estadio                       | Fecha       | Hora    |
| ------------------ | --------- | --------------- | ----------------------------- | ----------- | ------- |
| Municipal Mazamari | 1 – 2     | Unión Pilcomayo | Estadio Municipal de Mazamari | 16 de julio | 15:15   |
| Santa María        | 1 – 0     | Municipal Oroya | Estadio Municipal de Pampas   | 16 de julio | 15:15   |

| Fecha 2         | Fecha 2   | Fecha 2            | Fecha 2                               | Fecha 2     | Fecha 2 |
| Local           | Resultado | Visitante          | Estadio                               | Fecha       | Hora    |
| --------------- | --------- | ------------------ | ------------------------------------- | ----------- | ------- |
| Municipal Oroya | 5 – 1     | Municipal Mazamari | Estadio Municipal Santa Rosa de Sacco | 23 de julio | 15:30   |
| Unión Pilcomayo | 0 – 0     | Santa María        | Mariscal Castilla                     | 23 de julio | 15:15   |

| Fecha 3         | Fecha 3   | Fecha 3            | Fecha 3                     | Fecha 3     | Fecha 3 |
| Local           | Resultado | Visitante          | Estadio                     | Fecha       | Hora    |
| --------------- | --------- | ------------------ | --------------------------- | ----------- | ------- |
| Unión Pilcomayo | 1 – 0     | Municipal Oroya    | Mariscal Castilla           | 30 de julio | 15:15   |
| Santa María     | 6 – 1     | Municipal Mazamari | Estadio Municipal de Pampas | 30 de julio | 15:15   |

### Mejores terceros puestos
Los dos mejores de los terceros puestos avanzan a la segunda fase.
| Equipo             | Gr | Pts | PJ | PG | PE | PP | GF | GC | Dif |
| ------------------ | -- | --- | -- | -- | -- | -- | -- | -- | --- |
| Santo Domingo      | D  | 6   | 4  | 2  | 0  | 2  | 4  | 6  | –2  |
| Municipal Ahuaycha | A  | 4   | 3  | 1  | 1  | 1  | 1  | 1  | 0   |
| Municipal Oroya    | E  | 3   | 3  | 1  | 0  | 2  | 5  | 3  | +2  |
| Sport Dos de Mayo  | C  | 3   | 3  | 1  | 0  | 2  | 3  | 4  | –1  |
| Echa Lolo          | B  | 2   | 3  | 0  | 2  | 1  | 2  | 4  | –2  |

## Segunda fase
Lista de los diez equipos que se quedaron primero y segundo en sus respectivos grupos, once con el tercero del grupo D porque ese grupo estaba confirmado por cinco clubes que pasó directamente y el Santo Domingo el último clasificado con Municipal Ahuaycha como mejor tercero completando doce los clubes que se disputarán los otros partidos para clasificar primero y llegar al cuadrangular final.

### Grupos
Los doce equipos quedaron sorteados en tres grupos  A, B, y C con cuatro equipos de los cuales clasificarán uno por grupo más el mejor segundo para disputar el cuadrangular final.
| Grupo A                                                                 | Grupo B                                                                           | Grupo C                                                                                        |
| ----------------------------------------------------------------------- | --------------------------------------------------------------------------------- | ---------------------------------------------------------------------------------------------- |
| - CESA - Asociación Santo Domingo - Atlético Chanchamayo - Sport Cóndor | - Defensor Concepción - Sport Gavilán - Unión Pilcomayo - Club Municipal Ahuaycha | - Asociación Juventud Apatina - A.D. Estrella Central Huancán - CD Santa María - Unión Sangani |

     – Clasificado para el Cuadrangular Final. 
     – Clasificado para el Cuadrangular Final como uno de los mejores segundos.

#### Grupo A
| Equipo               | Pts | PJ | PG | PE | PP | GF | GC | Dif |
| -------------------- | --- | -- | -- | -- | -- | -- | -- | --- |
| CESA                 | 7   | 3  | 2  | 1  | 0  | 7  | 1  | +6  |
| Atlético Chanchamayo | 6   | 3  | 2  | 0  | 1  | 3  | 3  | 0   |
| Sport Cóndor         | 4   | 3  | 1  | 1  | 1  | 4  | 3  | +1  |
| Santo Domingo        | 0   | 3  | 0  | 0  | 3  | 0  | 7  | −7  |

| Fecha 1              | Fecha 1   | Fecha 1       | Fecha 1                        | Fecha 1     | Fecha 1 |
| Local                | Resultado | Visitante     | Estadio                        | Fecha       | Hora    |
| -------------------- | --------- | ------------- | ------------------------------ | ----------- | ------- |
| CESA                 | 4 – 0     | Santo Domingo | Mariscal Castilla              | 6 de agosto | 15:15   |
| Atlético Chanchamayo | 2 – 1     | Sport Cóndor  | Estadio Municipal de San Ramón | 6 de agosto | 15:15   |

| Fecha 2      | Fecha 2   | Fecha 2              | Fecha 2             | Fecha 2      | Fecha 2 |
| Local        | Resultado | Visitante            | Estadio             | Fecha        | Hora    |
| ------------ | --------- | -------------------- | ------------------- | ------------ | ------- |
| Sport Cóndor | 2 – 0     | Santo Domingo        | Monumental de Jauja | 13 de agosto | 13:15   |
| CESA         | 2 – 0     | Atlético Chanchamayo | Monumental de Jauja | 13 de agosto | 15:15   |

| Fecha 3              | Fecha 3   | Fecha 3       | Fecha 3                        | Fecha 3      | Fecha 3 |
| Local                | Resultado | Visitante     | Estadio                        | Fecha        | Hora    |
| -------------------- | --------- | ------------- | ------------------------------ | ------------ | ------- |
| Sport Cóndor         | 1 – 1     | CESA          | Mariscal Castilla              | 20 de agosto | 15:15   |
| Atlético Chanchamayo | 1 – 0     | Santo Domingo | Estadio Municipal de La Merced | 20 de agosto | 13:15   |

#### Grupo B
| Equipo              | Pts | PJ | PG | PE | PP | GF | GC | Dif |
| ------------------- | --- | -- | -- | -- | -- | -- | -- | --- |
| Unión Pilcomayo     | 5   | 3  | 1  | 2  | 0  | 8  | 5  | +3  |
| Defensor Concepción | 5   | 3  | 1  | 2  | 0  | 6  | 4  | +2  |
| Sport Gavilán       | 3   | 3  | 0  | 3  | 0  | 2  | 2  | 0   |
| Municipal Ahuaycha  | 1   | 3  | 0  | 1  | 2  | 3  | 8  | −5  |

(*) Unión Pilcomayo y Defensor Concepción quedaron igualados con 5 puntos por lo que jugaron el desempate y el ganador disputará el cuadrangular final, pasando como primero del grupo B. Unión Pilcomayo quedó sin posibilidad de clasificar, al caer en la tanda de penales
| Fecha 1             | Fecha 1   | Fecha 1         | Fecha 1                        | Fecha 1     | Fecha 1 |
| Local               | Resultado | Visitante       | Estadio                        | Fecha       | Hora    |
| ------------------- | --------- | --------------- | ------------------------------ | ----------- | ------- |
| Defensor Concepción | 2 – 2     | Unión Pilcomayo | Estadio Richard Muller Vozeler | 6 de agosto | 15:15   |
| Municipal Ahuaycha  | 0 – 0     | Sport Gavilán   | Estadio Municipal de Pampas    | 6 de agosto | 15:15   |

| Fecha 2         | Fecha 2   | Fecha 2             | Fecha 2                        | Fecha 2      | Fecha 2 |
| Local           | Resultado | Visitante           | Estadio                        | Fecha        | Hora    |
| --------------- | --------- | ------------------- | ------------------------------ | ------------ | ------- |
| Sport Gavilán   | 1 – 1     | Defensor Concepción | Estadio Municipal de La Merced | 13 de agosto | 15:15   |
| Unión Pilcomayo | 5 – 2     | Municipal Ahuaycha  | Mariscal Castilla              | 13 de agosto | 15:15   |

| Fecha 3             | Fecha 3   | Fecha 3            | Fecha 3                        | Fecha 3      | Fecha 3 |
| Local               | Resultado | Visitante          | Estadio                        | Fecha        | Hora    |
| ------------------- | --------- | ------------------ | ------------------------------ | ------------ | ------- |
| Defensor Concepción | 3 – 1     | Municipal Ahuaycha | Estadio Richard Muller Vozeler | 20 de agosto | 15:15   |
| Sport Gavilán       | 1 – 1     | Unión Pilcomayo    | Estadio Malaquías Cóndor Aire  | 20 de agosto | 15:15   |

| Desempate       | Desempate      | Desempate           | Desempate                                     | Desempate    | Desempate |
| Local           | Resultado      | Visitante           | Estadio                                       | Fecha        | Hora      |
| --------------- | -------------- | ------------------- | --------------------------------------------- | ------------ | --------- |
| Unión Pilcomayo | 0 – 0 (2:4 p.) | Defensor Concepción | Estadio Vista Alegre de San Jerónimo de Tunán | 23 de agosto | 15:15     |

#### Grupo C
| Equipo           | Pts | PJ | PG | PE | PP | GF | GC | Dif |
| ---------------- | --- | -- | -- | -- | -- | -- | -- | --- |
| Juventud Apatina | 7   | 3  | 2  | 1  | 0  | 6  | 0  | +6  |
| Estrella Central | 5   | 3  | 1  | 2  | 0  | 3  | 1  | +2  |
| Santa María      | 2   | 3  | 0  | 2  | 1  | 1  | 4  | -3  |
| Unión Sangani    | 1   | 3  | 0  | 1  | 2  | 2  | 7  | −5  |

(**) Juventud Apatina ganó por Walkover 3-0 a Unión Sangani, club que no salió a la cancha.
| Fecha 1          | Fecha 1   | Fecha 1          | Fecha 1                     | Fecha 1     | Fecha 1 |
| Local            | Resultado | Visitante        | Estadio                     | Fecha       | Hora    |
| ---------------- | --------- | ---------------- | --------------------------- | ----------- | ------- |
| Juventud Apatina | 0 – 0     | Estrella Central | Monumental de Jauja         | 6 de agosto | 15:15   |
| Unión Sangani    | 1 – 1     | Santa María      | Estadio Municipal de Pampas | 6 de agosto | 15:15   |

| Fecha 2          | Fecha 2   | Fecha 2          | Fecha 2             | Fecha 2      | Fecha 2 |
| Local            | Resultado | Visitante        | Estadio             | Fecha        | Hora    |
| ---------------- | --------- | ---------------- | ------------------- | ------------ | ------- |
| Estrella Central | 3 – 1     | Unión Sangani    | Mariscal Castilla   | 13 de agosto | 13:15   |
| Santa María      | 0 – 3     | Juventud Apatina | Monumental de Jauja | 13 de agosto | 15:15   |

| Fecha 3          | Fecha 3      | Fecha 3          | Fecha 3                        | Fecha 3      | Fecha 3 |
| Local            | Resultado    | Visitante        | Estadio                        | Fecha        | Hora    |
| ---------------- | ------------ | ---------------- | ------------------------------ | ------------ | ------- |
| Estrella Central | 0 – 0        | Santa María      | Mariscal Castilla              | 20 de agosto | 15:15   |
| Unión Sangani    | 0 – 3 (w.o.) | Juventud Apatina | Estadio Municipal de La Merced | 20 de agosto | 15:15   |

### Mejor segundo puesto
El mejor segundo puesto avanza al cuadrangular final.
| Equipo               | Gr | Pts | PJ | PG | PE | PP | GF | GC | Dif |
| -------------------- | -- | --- | -- | -- | -- | -- | -- | -- | --- |
| Atlético Chanchamayo | A  | 6   | 3  | 2  | 0  | 1  | 3  | 3  | 0   |
| Unión Pilcomayo      | B  | 5   | 3  | 1  | 2  | 0  | 8  | 5  | +3  |
| Estrella Central     | C  | 5   | 3  | 1  | 2  | 0  | 3  | 1  | +2  |

## Cuadrangular final
El cuadrangular final cuenta con cuatro equipos provenientes de la segunda fase, tres que clasificaron como primero y uno como mejor segundo de los grupos A, B y C.
| Equipo               | Pts | PJ | PG | PE | PP | GF | GC | Dif |
| -------------------- | --- | -- | -- | -- | -- | -- | -- | --- |
| CESA                 | 7   | 3  | 2  | 1  | 0  | 4  | 2  | +2  |
| Atlético Chanchamayo | 6   | 3  | 2  | 0  | 1  | 4  | 3  | +1  |
| Juventud Apatina     | 3   | 3  | 1  | 0  | 2  | 3  | 4  | -1  |
| Defensor Concepción  | 1   | 3  | 0  | 1  | 0  | 2  | 4  | −2  |

| Fecha 1              | Fecha 1   | Fecha 1             | Fecha 1                        | Fecha 1      | Fecha 1 |
| Local                | Resultado | Visitante           | Estadio                        | Fecha        | Hora    |
| -------------------- | --------- | ------------------- | ------------------------------ | ------------ | ------- |
| CESA                 | 1 – 1     | Defensor Concepción | Estadio Municipal de San Ramón | 27 de agosto | 13:00   |
| Atlético Chanchamayo | 2 – 1     | Juventud Apatina    | Estadio Municipal de San Ramón | 27 de agosto | 15:00   |

| Fecha 2             | Fecha 2   | Fecha 2              | Fecha 2                | Fecha 2      | Fecha 2 |
| Local               | Resultado | Visitante            | Estadio                | Fecha        | Hora    |
| ------------------- | --------- | -------------------- | ---------------------- | ------------ | ------- |
| CESA                | 2 – 1     | Atlético Chanchamayo | Estadio Richard Muller | 30 de agosto | 13:00   |
| Defensor Concepción | 1 – 2     | Juventud Apatina     | Estadio Richard Muller | 30 de agosto | 15:00   |

| Fecha 3             | Fecha 3   | Fecha 3              | Fecha 3           | Fecha 3        | Fecha 3 |
| Local               | Resultado | Visitante            | Estadio           | Fecha          | Hora    |
| ------------------- | --------- | -------------------- | ----------------- | -------------- | ------- |
| Defensor Concepción | 0 – 1     | Atlético Chanchamayo | Mariscal Castilla | 3 de setiembre | 13:15   |
| Juventud Apatina    | 0 – 1     | CESA                 | Mariscal Castilla | 3 de setiembre | 15:15   |

|                                 |                                 |
| CESA                            | Atlético Chanchamayo            |
| Campeón                         | Subcampeón                      |
| Clasificado a la Etapa Nacional | Clasificado a la Etapa Nacional |

## Estadísticas
Estadísticas del Cuadrangular Final
| Luis Hinostroza                        | Atlético Chanchamayo        | 2 |
| Carlos Molina                          | Defensor Concepción         | 2 |
| Piero Espinoza                         | CESA                        | 1 |
| Hector Vara                            | CESA                        | 1 |
| Gian Carlos Meza                       | CESA                        | 1 |
| Maycol Almonacid                       | CESA                        | 1 |
| Bernie Chavez                          | Atlético Chanchamayo        | 1 |
| Brando Hurtado                         | Asociación Juventud Apatina | 1 |
| Jhordy Huaira                          | Asociación Juventud Apatina | 1 |
| Elber Cotrina                          | Asociación Juventud Apatina | 1 |
| Actualizado el 3 de setiembre de 2023. |                             |   |

| Maycol Almonacid                       | CESA                        | 2 |
| Junior Berrocal                        | Asociación Juventud Apatina | 2 |
| Gian Carlos Meza                       | CESA                        | 1 |
| Javier Huanuqueño                      | Atlético Chanchamayo        | 1 |
| Álvaro Parra                           | Atlético Chanchamayo        | 1 |
| Josue Casahuilca                       | Defensor Concepción         | 1 |
| Nilson Vivas                           | Defensor Concepción         | 1 |
| Actualizado el 3 de setiembre de 2023. |                             |   |